# FC Twente in het seizoen 1983/84
Het seizoen 1983-1984 was het negentiende jaar in het bestaan van de Nederlandse voetbalclub FC Twente. Het was het eerste seizoen in de historie van de club dat de Tukkers uitkwamen in de Eerste divisie; het gevolg van degradatie uit de Eredivisie in het seizoen 1982/83. FC Twente nam verder deel aan het toernooi om de KNVB beker en speelde in de zomer van 1983 in de Intertotocompetitie.

## De ploeg
Trainer Fritz Korbach was interim-trainer Spitz Kohn opgevolgd. Assistent-coach was Epi Drost, die in het voorgaande seizoen bij het door blessures geteisterde en het in degradatiegevaar verkerende Twente nog zijn comeback als speler had gemaakt. Na de degradatie was de inzet om de basis van de ploeg te behouden en binnen een jaar weer promotie naar de Eredivisie af te dwingen. Zo bleef de in de winter van 1983 aangetrokken Deense spelverdeler Jan Sørensen behouden voor de club, net als zijn landgenoot Michael Birkedal, aanvoerder Martin Koopman, oud-international Martien Vreijsen en de talentvolle jongelingen Fred Rutten en Theo Snelders. Met publiekslieveling Manuel Sánchez Torres lag het gecompliceerder. Real Madrid had interesse in hem, maar doordat Real en Twente het niet eens konden worden over een vergoeding ging de transfer niet door. Sánchez Torres weigerde aanvankelijk uit te komen voor de Tukkers en maakte pas in de vierde wedstrijd van het seizoen als invaller zijn rentree.
De Duitse spits Ferdi Rohde (naar VfB Oldenburg) en Aad Kila (naar de amateurs van ADO) hadden Twente verlaten. De bijna 38-jarige routinier Epi Drost was definitief gestopt en Tjalling Dilling wist niet tot overeenstemming te komen en vertrok uiteindelijk naar De Graafschap. Doelverdediger André van Gerven was door de jonge Snelders uit de basis verdrongen, kreeg bonje met trainer Korbach en werd vanaf november 1983 verhuurd aan Fortuna Sittard. Jerry Cooke was verhuurd aan De Graafschap, maar werd in de winter van 1984 wegens een aantal blessures teruggeroepen naar Enschede.
De enige aankoop bij de start van het seizoen was John Scheve van PEC Zwolle, die een jaar eerder bij Twente vertrokken was. André van Benthem werd uit de eigen jeugd overgeheveld naar de A-selectie. Halverwege het seizoen werd spits Tony McNulty van SC Veendam aangetrokken.

## Het seizoen
FC Twente was torenhoog favoriet voor promotie, maar kende een moeizame start. De thuiswedstrijden tegen streekgenoot SC Heracles en SVV eindigden in een 1-1-gelijkspel en een uitwedstrijd tegen MVV ging op 27 augustus 1983 met 2-1 verloren. Pas in de vierde wedstrijd, uit tegen FC Den Haag, werd gewonnen. Hierna bleef Twente tot februari 1984 ongeslagen. Slechts de thuiswedstrijd tegen eerste-periodekampioen De Graafschap eindigde in een gelijkspel.
Na veertien speelronden ging Twente voor het eerst aan de leiding in de Eerste divisie, weliswaar met evenveel punten als MVV maar met een beter doelsaldo. Een week later werd Twente kampioen van de tweede periode en liep het uit op MVV, dat voor het eerst in het seizoen had verloren. Twente stond vervolgens begin februari weer een punt achter op MVV. Door afgelastingen had het echter twee wedstrijden minder gespeeld. Een moeizame periode volgde, waarin Twente in enkele weken tijd verloor van NEC, NAC en Telstar. Ook MVV verloor punten. Daags voor de thuiswedstrijd tegen MVV op 4 april 1984 leidde MVV met één punt, maar had Twente een wedstrijd minder gespeeld.
In Stadion Het Diekman won MVV echter voor de tweede keer in het seizoen van Twente, waarmee het een belangrijke stap richting het kampioenschap zette. Aangezien de overige concurrentie op grote achterstand lag en de tweede plaats in het klassement ook recht gaf op promotie kon op 24 april 1984, drie speelronden voor het einde, de terugkeer naar de Eredivisie worden gevierd. Het kampioenschap werd pas op de laatste speeldag beslist. Twente leek met twee punten achterstand kansloos, maar toen het een kwartier voor tijd zelf met 6-0 tegen FC Eindhoven leidde en MVV met 1-0 achterkwam tegen Cambuur, kwam de eerste plaats door een beter doelsaldo toch nog binnen handbereik. Oud-international Dick Nanninga scoorde echter in de 81e minuut de gelijkmaker voor MVV en besliste daarmee het kampioenschap.
Clubtopscorer in de competitie werd de Engelse spits Billy Ashcroft met 21 doelpunten. Sánchez Torres scoorde elf keer, Evert Bleuming en Jan Sørensen beiden tien keer. Twente eindigde het seizoen met 47 punten, verkregen door 21 overwinningen, vijf gelijke spelen en zes nederlagen. Het had één punt achterstand op kampioen MVV en zes punten voorsprong op de derde in de rangschikking, NAC. Met een gemiddeld aantal van 12.400 toeschouwers trok Twente meer publiek dan in de voorgaande seizoenen en haalde het een Eerste-divisierecord.
In het toernooi om de KNVB beker reikte Twente tot de kwartfinale, waarin het over twee wedstrijden en na strafschoppen werd uitgeschakeld door FC Groningen. Daarvoor waren Telstar, FC Utrecht en FC Den Haag uitgeschakeld. Voorafgaand aan het seizoen had Twente deelgenomen aan de Intertoto. Het werd een van de winnaars van de editie 1983, door in een groep met Fortuna Düsseldorf, Standard Luik en FC Zürich als eerste te eindigen.
SC Cambuur ·
Eindhoven ·
De Graafschap ·
FC Den Haag ·
sc Heerenveen ·
Heracles '74 ·
MVV ·
NAC ·
N.E.C. ·
RBC ·
SVV ·
Telstar ·
FC Twente ·
SC Veendam ·
Vitesse ·
FC VVV ·
FC Wageningen